# Кардиоспермум крупноцветковый
Кардиоспермум крупноцветковый (лат. Cardiospermum grandiflorum) — травянистая лиана, вид рода Кардиоспермум (Cardiospermum) семейства Сапиндовые (Sapindaceae).
Растение распространено в тропических и субтропических регионах Африки, Южной и Центральной Америки; как натурализовавшееся растение встречается также в Австралии и на тихоокеанских островах. Культивируется как декоративное садовое растение.

## Биологическое описание
Травянистая вечнозелёная быстрорастущая лиана с жёстким стеблем. Может достигать восьми и даже более метров в высоту. Цепляется за опору с помощью усиков. Листья сложные, состоят из листочков с крупными зубцами. Цветки мелкие, душистые, с кремово-белыми лепестками.
Плод — коробочка, при созревании растрескивающаяся на три части. Семена чёрные, твёрдые, с плёнчатым крылом.

## Культивирование
Растение культивируется как декоративное садовое; рекомендуется размещать побеги этого вида кардиоспермума на решётчатой изгороди. Предпочитает плодородную, хорошо дренированную почву; для нормального развития растению требуется достаточно долгое сухое лето. В тёплом климате размножается самосевом, а также вегетативно — кусочками корня. Круглогодичное выращивание растения в открытом грунте возможно в зонах морозостойкости с 10 по 12 (то есть с минимальной среднегодовой температурой не ниже −1 °C).

## Таксономия и классификация
Первое действительное описание вида было опубликовано в 1788 году шведским учёным Петером Улофом Сварцем в работе Nova Genera & Species Plantarum seu Prodromus descriptionum Vegetabilium, maximam partem incognitorum quae sub itinere in Indiam Occidentalem annis 1783—87 (с лат. — «Новые роды и виды растений, или Предварительное описание растений, большей частью неизвестных, которые были собраны во время путешествия по Восточной Индии в 1783—1787 годах»), которая была написана им по результатами экспедиции на Карибские острова. В соответствии с половой системой классификации (системой Линнея), использовавшейся Сварцем в этой работе, вид был отнесён к классу VIII (Octandria, «Восьмитычинковые»), порядку Trigynia («Трёхпестичные»).

### Синонимы
По информации базы данных The Plant List (2013), в синонимику вида входят следующие названия:
- Cardiospermum barbicaule Baker
- Cardiospermum coluteoides Kunth
- Cardiospermum duarteanum Cambess.
- Cardiospermum elegans Kunth
- Cardiospermum grandiflorum f. elegans (Kunth) Radlk.
- Cardiospermum grandiflorum f. hirsutum (Willd.) Radlk.
- Cardiospermum grandiflorum var. hirsutum Hiern
- Cardiospermum hirsutum Willd.
- Cardiospermum hispidum Kunth
- Cardiospermum inflatum Vell.
- Cardiospermum macrophyllum Kunth
- Cardiospermum pilosum Vell.
- Cardiospermum velutinum Hook. & Arn.
- Cardiospermum vesicarum Humb.